# Autriche au Concours Eurovision de la chanson 2013
L'Autriche a participé au Concours Eurovision de la chanson 2013. La chanson a été sélectionnée à travers une finale nationale Österreich rockt den Song Contest organisée par l'ORF. C'est Natália Kelly qui représentera l'Autriche à Malmö avec la chanson Shine.

## Finale nationale
Le 2 octobre 2012, l'ORF annonce son nouveau mode de sélection. Ceux qui souhaitaient soumettre une chanson peuvent le faire jusqu'à la première semaine de novembre. Finalement, 5 chansons sont choisies pour parcourir la finale nationale. Le nom des candidats est dévoilé le 11 décembre et les chansons présentées le 14 janvier.

### Répartition des votes
Pour désigner le vainqueur de la sélection, la distribution des points fut séparée en deux parties, 50% d'un télévote et 50% d'un jury international, composé de:
- Marija Šerifović, chanteuse Serbe gagnante du Concours Eurovision de la chanson 2007
- Shay Byrne, animateur radio Irlandais
- Gerd Gebhardt, producteur de musique Allemand
- Luke Fisher, chef éditeur de escXtra.com
- Anton Zetterholm, chanteur de comédie musicale Suédois

### Organisation
L'émission était séparée en deux parties.

#### Première partie
Dans la première partie, les candidats interprètent chacun une chanson gagnante du Concours Eurovision de la chanson.
| Artiste       | Chanson                | Interprète original   | Pays d'origine | Année victorieuse |
| ------------- | ---------------------- | --------------------- | -------------- | ----------------- |
| Yela          | Love Shine a Light     | Katrina and the Waves | Royaume-Uni    | 1997              |
| Falco Luneau  | What's Another Year    | Johnny Logan          | Irlande        | 1980              |
| The Bandaloop | Waterloo               | ABBA                  | Suède          | 1974              |
| Natália Kelly | Ne partez pas sans moi | Céline Dion           | Suisse         | 1988              |
| Elija         | Euphoria               | Loreen                | Suède          | 2012              |

#### Deuxième partie
Dans la deuxième partie, les interprètes chantent leurs chansons.
| Ordre de passage | Artiste       | Chanson              | Points du jury | Points du télévote | Total | Place |
| ---------------- | ------------- | -------------------- | -------------- | ------------------ | ----- | ----- |
| 1                | Falco Luneau  | Rise Above the Night | 24             | 25                 | 49    | 3     |
| 2                | Yela          | Feels Like Home      | 34             | 16                 | 50    | 2     |
| 3                | Elija         | Give Me a Sign       | 6              | 10                 | 16    | 4     |
| 4                | Natália Kelly | Shine                | 32             | 38                 | 70    | 1     |
| 5                | The Bandaloop | Back to Fantasy      | 4              | 11                 | 15    | 5     |

## À l'Eurovision
L'Autriche participe à la première demi-finale le 14 mai 2013.